# L'Eau des collines
L'Eau des collines est un roman en deux parties, écrit par Marcel Pagnol et publié en 1962. Jean de Florette est le premier tome de L'Eau des collines et Manon des sources en est la seconde partie. À l'origine, les films Manon des sources et Ugolin ont été réalisés par Pagnol en 1952 ; l'histoire a ainsi été adaptée en roman après cette première version cinématographique.
En 1986, le réalisateur producteur Claude Berri s'inspire du double roman pour en faire une nouvelle adaptation au cinéma avec les films Jean de Florette et Manon des sources.

## Genèse
L'Eau des collines est composé de Jean de Florette et de Manon des sources, qui présentent les deux parties de l'histoire.
En 1952, Marcel Pagnol avait réalisé le film Manon des sources avec sa femme Jacqueline dans le rôle-titre. Dix ans plus tard, il développa l'histoire de Manon dans les romans Jean de Florette (l'histoire du père de Manon, qui se déroule pendant l'enfance de celle-ci) et Manon des sources (dont la trame est très proche de celle du film).

## Cinéma
En 1986, Claude Berri adapte les deux romans au cinéma : Jean de Florette et Manon des sources.

## Bande dessinée
L'Eau des collines est également adapté dans une bande dessinée de Jacques Ferrandez.